# 伊朗共产党 (1983年)
伊朗共产党（羅馬化：Ḥezb-e komūnīst-e Iran）是伊朗的一个非法的共产主义政党。1983年，该党成立于伊朗库尔德斯坦，由共产主义战斗者联盟和伊朗库尔德斯坦革命劳动者协会（自那时起，它成为伊朗共产党在伊朗库尔德斯坦地区的分支）合并而成。1991年，该党因左翼民族主义议题发生分裂，该党的创始人之一曼苏尔·赫克马特另立伊朗工人共产党。
目前，该党主张在伊朗扩大公民权利、政治权利和社会权利，并改善劳动法和工人保护措施。
该党在德国（科隆和法兰克福）、芬兰、瑞典（哥德堡和斯德哥尔摩）、挪威、丹麦（哥本哈根）、英国（伦敦）、澳大利亚和加拿大（多伦多）等地均设有代表处。
与大多数共产党不同，该党并不按照民主集中制的原则组织。该党实行去中心化，其成员通常自主行动。